# Leonés oriental

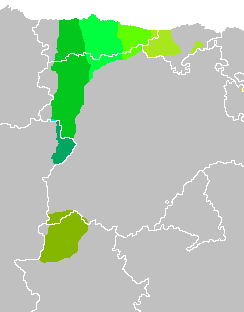
Dialectos del asturleonés

El leonés oriental es una variante del asturleonés dentro del continuo dialectal noroccidental de la península ibérica, del cual es un bloque dialectal de dos variedades substándar:
- el cántabro
- el estremeñu

## Aspectos históricos, sociales y culturales
La estudió por primera vez sobre el terreno y acuñó su nombre Ramón Menéndez Pidal aunque él metía también bajo la denominación de leonés oriental,  al asturiano oriental como queda reflejado en su libro El dialecto leonés publicado en 1960 y  como monografía en una revista de estudios filológicos en el año 1907.

### Variantes
Tiene como principales variantes el montañés o cántabro y el alto extremeño. Pese a la fragmentación geográfica la existencia de fenómenos lingüísticos comunes demuestran la identidad de las dos variantes.

### Uso actual
La cercanía con el castellano, la posición dominante de éste y la estigmatización por parte de los castellanohablantes con falta de conocimientos lingüísticos que a menudo perciben el leonés oriental como una forma de castellano "mal hablado", unido a la carencia de conciencia lingüística de los leonófonos propiciaron la creación de interlectos entre el leonés oriental y el castellano, su castellanización progresiva o  el definitivo  abandono por parte de sus hablantes. Está reconocida en Castilla y León en su reciente estatuto de autonomía como lengua leonesa, en esta región se habla en el suroeste de la provincia de Salamanca en El Rebollar (variedad extremeña) y en el norte de Palencia y de Burgos (variedad cántabra).
En Cantabria están intentando que sea declarada Bien de interés cultural.

## Descripción lingüística
El leonés oriental es el resultado de la evolución directa del latín tardío de substrato céltico y no del castellano ya que, en algunos aspectos, el leonés oriental conserva rasgos arcaizandes que se perdieron en castellano.

### Comparación con el castellano y el asturiano oriental
Sin embargo, a pesar de ser una variedad lingüística autónoma del castellano presenta un importante número de similitudes, en parte debidas a retención del proto-iberorromance, en parte debida a un efecto de sprachbund a la influcia de adstrato y a cambios lingüísticos convergentes o contacto entre lenguas, comparte muchos rasgos con el castellano: paso de "š" a "j" (es decir /ʃ/ > /x/):
(proto-iberorromance) *muʎer > mušer > (leon. or.) mujer / (cast.) mujer
coju / cojo
También comparte con el castellano la diptongación de las vocales breves latinas "e" y "o":
porta/puerta
Comparte con el  asturiano oriental el resultado en "h" aspirada de la antigua "f" latina e.j. facer/jacer pero se diferencia de éste por el haz de isoglosas  muyer/mujer;coxu/coju;y,yos/li,lis y el mio padri/el mi padri, se diferencia del leonés occidental aparte de la aspiración de la antigua "f" latina y las isoglosas antes mencionadas del asturiano oriental también por no tener diptongos decrecientes ni "ll" vaqueira, el leonés oriental y el leonés occidental  no están en contacto.

### Cántabro y altoextremeño
El cántabro y el altoextremeño tienen en común:
- la conservación de la antigua -e etimológica no paragógica: rede / red
- el empleo del artículo con el posesivo: la tu casa 'tu casa'
- la conservación del grupo latino -mb- lamber 'lamer'
- la diptongación creciente: culiebra 'culebra'
- el cierre de las vocales -o y -e: perru 'perro' y esti 'este'
- la epéntesis de yod: urnia 'urna'
- la palatización de la l y la n iniciales: llastra 'lastra' y ñevi 'nieve' (este último rasgo en retroceso se emplea en muy pocas palabras)
- el apócope de e en la tercera persona de singular de presente de indicativo: naz 'nace'
- la supresión de la -r del infinitivo ante un pronombre átono: vendelu 'venderlo'

Aunque las dos variedades suelen utilizar los temas de perfecto para hacer los gerundios sólo el cántabro utiliza temas de perfecto para formas de imperfecto tuvían 'tenían'. 
Características propias solo del altoextremeño son:
- la neutralización de la oposición "-l/-r" en posición implosiva, al final de sílaba, a favor de la "l":peol/peor,muhel/mujer
- la sonorización de la "z":cabeda/cabeza

Características propias solo del cántabro son:
- el neutro de materia: la ropa vieju/la ropa vieja

Aun teniendo la misma identidad, sea por repoblaciones o por evoluciones fonéticas paralelas (evolución de la "f" latina a un sonido aspirado), el cántabro y el extremeño en la práctica son entidades independientes sin relación entre ellas, ha habido algún intento de unificar la lengua literaria que no llegó a cuajar, tal vez por las diferencias en el léxico en lo que difieren bastante debido a su alejamiento geográfico y también por la influencia de lenguas circunvecinas.